# کالج پرواز دانشگاه بیهانگ
کالج پرواز دانشگاه بیهانگ که پیشتر با نام کالج پرواز دانشگاه هوانوردی و فضانوردی پکن شناخته می‌شد، در سال ۱۹۹۳‌میلادی با همکاری دانشگاه بیهانگ و شرکت‌هواپیمایی جنوبی چین تاسیس شد. این کالج عمدتاً خلبانانی را برای خطوط هوایی چین جنوبی، خطوط هوایی چین شرقی، ایر چاینا و سایر خطوط هوایی آموزش می دهد.

## لینک خارجی
- وبگاه رسمی